# ウスマン・ダン・フォディオ
ウスマン・ダン・フォディオ（Shaihu Usman dan Fodio、1754年12月5日 - 1817年4月20日）は、アフリカのナイジェリア北部に存在していたソコト帝国の建国者および初代カリフ。ハウサ語でシェイフ（導師）を意味する「シェフ」の名前で知られている。フラニ語（フルベ語）では、ウスマーヌ・ビー・フォードゥエと表記される。ウスマンは西アフリカにおけるカリフとも見なされ、彼が建てた政権は「ソコト・カリフ国」とも呼ばれる。

## 生涯
1755年にウスマンはハウサ諸王国（ハウサランド）の都市国家ゴビールで、カーディリーヤ派のフラニ人イスラム教徒の子として生まれる。ウスマンの祖先はセネガルのフータ・トロ地方から移住した人々で、トーロベ（トロッベ、イスラーム教育に従事する人々）の家系に属していた。ウスマンは弟のアブドゥッラーヒとともにイスラーム神学、アラビア語についての教育を受け、マーリク学派の法学を修めた。ウスマンはアガデスのトゥアレグ学者ジブリール・イブン・ウマルの元で学び、彼の紹介によってカーディリーヤ教団、ハルワティーヤ教団といったスーフィー教団に入会した
。20歳頃からウスマーンは教師、巡回説教師として活動を始める。
ウスマンはクルアーン（コーラン）の講義に力を注ぎ、スーフィズム（神秘主義）に則った禁欲的な生活を送る。同時にイスラームの教義に反したハウサ人支配者層を批判し、ハウサ人の支配下に置かれているフラニ人に課せられた重税の軽減を主張した。ウスマンの支持者はハウサランド全土で増え、ハウサ人の王たちはウスマンが説く教説と彼の影響力に脅威を覚えるようになる。ゴビールの王バワは影響力を高めるウスマンに対し、集会、参加者がターバンやヒジャブ（ベール）といったイスラーム信仰を表す服装の着用を認めた。
ウスマンはゴビールとザムファラの国境に位置するデゲルに宗教共同体を作り、イスラーム信仰に則った自治を敷いた。バワの後継者であるナファタはウスマンの共同体の拡大を恐れて共同体を弾圧し、1797年/98年にゴビールでの宣教、ターバンとヒジャブの着用が禁止された。ナファタの子ユンファはウスマンと彼の支持者を宮廷に召喚して彼らを捕らえようとし、ウスマンの支持者がダゲル近辺を通過するゴビールの兵士を攻撃して彼らが伴っていたイスラーム勢力の捕虜を解放したため、両者の関係は緊迫する。ウスマンはユンファからダゲルからの退去を命じられ、1804年にウスマンと支持者たちはゴビールから脱出し、グドゥに移住した。ウスマンはデゲルからの移動を、預言者ムハンマドのヒジュラに例えた。
1804年2月にウスマンは支持者によってアミール・アル＝ムゥミニン（信仰の司令官、カリフ）に選出された。ジハードにおいてウスマンはサルキン・ムスルミ（信仰の指導者）として神との仲介者との役割を果たし、戦闘は弟のアブドゥッラーヒと息子のムハンマド・ベロに委任していた。1804年6月のタブキン＝クワットの戦いでウスマンの軍はゴビールの軍に勝利を収め、ウスマンは戦闘をバドルの戦いに例えた。戦闘に勝利した後、ウスマンは全てのハウサ人の王に改革の実施を求め、ジハード（聖戦）を宣言した（en:Fula jihads）。ゴビール、ケッビ、ザムファラなどのハウサの諸勢力と戦い、それらの都市国家とハウサ周辺に居住する異教徒はフラニに従属を誓うようになった（フラニ戦争）。数度の敗戦を経て、ウスマンの軍は1808年にゴビールの首都アルカラワを占領する。
その後さらにジハードは拡大し、非イスラーム的信仰を行っていることを理由にカネム・ボルヌ帝国を攻撃した。ゴビール攻略後にウスマンはソコトの町に戻って政治から離れ、カリフの称号を有しながら学究生活を送ったのち、1817年に没した。後年、弟のアブドゥッラーヒによってウスマンの伝記が著された。

## 思想、影響
ウスマンの指導理念は、16世紀の法学者マギーリーと、スーフィズムを信奉するカーディリー教団の思想に基づいていた。ウスマンはかつて師事していたアガデスの改革派イスラーム学者ジブリール・イブン・ウマルから、特に強い影響を受けた。生涯に2度メッカ巡礼を行い、エジプトに滞在した経験もあるジブリールから、ウスマンは西アフリカでは得られない最新のイスラームの知識を教わった。しかし、特定の大罪を犯した人間を不信仰者と見なす教え（タクフィール）には、ウスマンは従わなかった。
1794年にウスマンはカーディリー教団の開祖アブドゥルカーディル・ジーラーニーから剣を授けられる霊的体験を経て、自身に課せられた使命をより強く自覚したと言われる。また、18世紀にギニアのフータ・ジャロン地方、セネガルのフータ・トロ地方で起きたイスラム教徒による建国運動が、ウスマンのジハードに影響を与えたと考えられている。ウスマンが大衆の支持を集めた理由の一つに、ヒジュラ暦13世紀初頭にマフディー（救世主）が出現するという伝承がある。ウスマンは自分がマフディーであることを否定し、自身をマフディーの前兆と位置付けていた。ウスマンによるジハードと正当な信仰への回帰は、ハウサランド外の西アフリカ一帯に広まった。ウスマンの呼びかけに応じ、カメルーン北部、アダマク高原でもフラニ人によるジハードが起きた。セネガルのアル・ハッジ・オマルはオスマンの思想を容れ、トゥクロール帝国を建国した。
ウスマンらジハードの指導者は、政治改革にあたって正統カリフ時代の道徳水準の回復を志向していた。戦争に敗れたハウサ諸侯の領土はウスマン配下の部将に付与され、彼らは獲得した土地と財産を守るためにハウサの諸王と同様の封建的支配を敷いた。ウスマン自身は封建的な中央集権制度への回帰に抵抗し、配下の部将からの要求に機知をきかせて立ち回った。ウスマンは土地は神に帰するもので誰も売却する事はできないと定めていたが、ある時部将たちは土地の売却の許可を願い出た。そこでウスマンはコップ一杯の土を市場に売りに出したが、2,3日経っても誰も買い手は現れなかった。ウスマンは部将たちを集め、誰も買おうとしないものを売る権利を与えても意味がないだろうと説き伏せた。
ハウサ人のムスリムの中には、戦争中にフラニ人が支配層の中枢を占め、彼らの土地の略奪に落胆してウスマンの軍から離れた者もいた。また、ハウサランドを放浪する盲目の吟遊詩人によって、ウスマンの事績と彼のジハードを讃えるハウサ語の叙情詩が詠われた。叙情詩はフラニ人の支配を正当化する目的で作られたものだと考えられているが、ハウサ語による詩作活動に強い影響を与えた。
ウスマンは識字の有用性を認識し、男女両方に対する教育の普及を提唱した。このため、ウスマンのジハードによってソコト全土の学力水準が向上したと考えられている。